# 海寧市
海寧市（かいねい-し）は中華人民共和国浙江省に位置する省直轄の県級市であり、しばらくの間、嘉興市の代理管轄下に置かれている。

## 歴史
223年（黄武2年）、呉郡海塩県より塩官県が分割・設置される。624年（武徳7年）に銭塘県に一旦編入されたが、630年（貞観4年）に再び塩官県が設置される。1295年（元貞元年）に塩官州に昇格、1329年（天暦2年）に海寧州と改められる。1369年（洪武2年）に県に降格したが、1773年（乾隆38年）に再び州に昇格した。
1912年（民国元年）、州制廃止に伴い浙江省海寧県とされた。1986年11月、県級市の海寧市に昇格し現在に至る。

## 行政区画
- 街道：硤石街道、海洲街道、海昌街道、馬橋街道
- 鎮：許村鎮、長安鎮、周王廟鎮、丁橋鎮、斜橋鎮、黄湾鎮、塩官鎮、袁花鎮

## 経済
上海経済区の発達地域である。
- 全国最大級の革製市場
- 斜橋榨菜（ザーサイ）
- 硤石ゴマおおもち

## 観光
世界的に有名な銭塘江の逆流現象（海嘯）は市内の塩官鎮で観測できる。
- 銭塘江逆流（上）　日本語
- 銭塘江逆流（下）　日本語
- 銭塘江逆流予測時刻　日本語

## 出身者
- 査継佐 - 歴史家
- 査慎行 - 詩人・文学者
- 范西屏 - 囲碁棋士
- 李善蘭 - 数学者
- 王国維 - 学者・思想家
- 徐志摩 - 詩人・散文家
- 金庸 - 小説家